# 岩間弘 (実業家)
岩間 弘（いわま ひろし、1954年（昭和29年）9月13日 - ）は、日本の実業家。三十三フィナンシャルグループ取締役。三十三銀行特別顧問

## 人物・経歴
愛知県出身。1977年名古屋大学経済学部卒業、第三銀行入行。細井卓ゼミ出身。1998年石薬師支店長。2000年亀山支店長。2001年営業本部営業統括部営業企画グループ長。2003年総合企画部長。
2004年執行役員総合企画部長。2007年取締役総合企画部長に昇格。2010年常務取締役。
2012年から第三銀行代表取締役頭取を務めた。2018年には三重銀行との経営統合を行い、三十三フィナンシャルグループを設立し、同社代表取締役会長を兼務。名古屋都市圏での新規融資先開拓などを進めた。2021年三十三銀行代表取締役会長。
2024年4月、三十三FG取締役及び三十三銀行特別顧問。6月、三十三FG取締役を退任し、同行特別顧問となる予定。